# Christine Estabrook
Christine Estabrook (* 13. September 1952 in Erie, Pennsylvania) ist eine US-amerikanische Schauspielerin.

## Leben
Neben vielen Gastauftritten wie in Eine himmlische Familie, Veronica Mars und Bones – Die Knochenjägerin war sie unter anderem in den Spielfilmen Spider-Man 2 und Aus Mangel an Beweisen zu sehen. Zu einer ihrer bekanntesten Rollen gehört die der Martha Huber in der Erfolgsserie Desperate Housewives. Außerdem war sie zwischen 2000 und 2002 in der Serie Nikki zu sehen. Sie besuchte die Yale School of Drama zusammen mit Stars wie Meryl Streep und Christopher Durang.

## Filmografie (Auswahl)

### Filme
- 1985: Nichts wie weg (Almost You)
- 1989: Sea of Love – Melodie des Todes (Sea of Love)
- 1989: Mein Partner mit dem zweiten Blick (Second Sight)
- 1990: Aus Mangel an Beweisen (Presumed Innocent)
- 1995: Die üblichen Verdächtigen (The Usual Suspects)
- 1995: In den Fängen der Entführer (Kidnapped: In the Line of Duty)
- 1997: Tödliches Geständnis (Murder Live!)
- 2003: Grind – Sex, Boards & Rock’n’Roll (Grind)
- 2004: Mission: Possible – Diese Kids sind nicht zu fassen! (Catch That Kid)
- 2004: Spider-Man 2

### Serien
- 1984: George Washington (Miniserie)
- 1990: L.A. Law – Staranwälte, Tricks, Prozesse (L.A. Law, Episode 4x15)
- 1993: Bakersfield P.D (Episode 1x12)
- 1993: Frasier (Episode 1x12)
- 1994: Akte X – Die unheimlichen Fälle des FBI (The X-Files, Episode 1x15)
- 1995: All American Girl (Episode 1x16)
- 1995–1996: Hallo Cockpit (The Crew, 21 Episoden)
- 1997: Practice – Die Anwälte (The Practice, Episode 1x06)
- 1999: Clueless – Die Chaos-Clique (Clueless, Episode 3x16)
- 1999: Ally McBeal (Episode 2x21)
- 2000–2002: Nikki (11 Episoden)
- 2002: Six Feet Under – Gestorben wird immer (Six Feet Under, Episode 2x05)
- 2002: Crossing Jordan – Pathologin mit Profil (Crossing Jordan, Episode 2x07)
- 2002–2003: The Guardian – Retter mit Herz (The Guardian, 2 Episoden)
- 2004: Eine himmlische Familie (7th Heaven, Episode 8x15)
- 2004–2005, 2009–2010, 2012: Desperate Housewives (11 Episoden)
- 2005: Veronica Mars (Episode 2x05)
- 2006: Bones – Die Knochenjägerin (Bones, Episode 2x01)
- 2006: Numbers – Die Logik des Verbrechens (Numbers, Episode 2x19)
- 2009: Ghost Whisperer – Stimmen aus dem Jenseits (Ghost Whisperer, Episode 5x3)
- 2011, 2015–2016: American Horror Story (9 Episoden)
- 2012: Anger Management (Episode 1x10)
- 2013: Rules of Engagement (Episode 7x06)
- 2019–2021: 9-1-1 (2 Episoden)
- 2020: Brooklyn Nine-Nine (Episode 5x6)